# Manicom Island
Manicom Island är en ö i Australien. Den ligger i delstaten Western Australia, omkring 710 kilometer öster om delstatshuvudstaden Perth.